# Slovo od mladosti
Prešernova pesem »Slovo od mladosti« je nastala leta 1829. Leta 1830 je izšla v Krajnski čbelici in spada v drugo, klasično obdobje njegovega ustvarjanja, v romantično obdobje, med pesmi z izpovedjo življenjskega nazora. Slovo od mladosti je elegija v prvoosebni pripovedi. Ne gre več za upesnitev posameznega dogodka ali zgodbe, kakor smo vajeni iz prejšnjih Prešernovih del, ampak pesem pripoveduje o temeljnih življenjskih spoznanjih in o pesnikovi osebni usodi v zresnjenem tonu. Sestavljena je iz petih oktav, vsaka vsebuje osem jambskih enajstercev z rimo ABABABCC.
Pesem sestavljajo tri opaznejše povedne enote (1:2:2). Ideja o koncu mladosti je predstavljena v prvi kitici. Mladost je predstavljena z dveh vidikov; kot muka, na drugi strani pa kot dragocena vrednota, na katero gleda z nostalgijo. Uvodoma imamo torej antitezo, glavna nosilka antiteze pa je metafora »temna zarja«. Uvodna kitica pa je povzeta celota. Preostale štiri kitice utemeljujejo in razširjajo prvo, druga in tretja utemeljujeta negativno tezo o mladosti, četrta in peta pa svetlo protitezo o njej. V peti kitici se Prešeren pomakne nazaj k uvodni protitezi. 

## Pobude, okoliščine in razlogi za nastanek
Osebni vzgibi za nastanek pesmi so premalo znani. Različni raziskovalci vzroke iščejo v Prešernovem ljubezenskem življenju ter njegovi karierni in finančni situaciji. Obstajajo povezave z domnevno Prešernovo ljubeznijo do neke deklice v Gradcu, ki se ni srečno končala, po predvidevanju je bila to Marija Kajetana Khlunova. Kot eno od možnosti za povod k pisanju lahko omenimo tudi Prešernovo zavrnjeno prošnjo za finančno pomoč pri celovškem fiskalnem uradu. Ostal je brez denarja, namesto njega je denarno podporo dobil njegov konkurent Anton pl. Scheuchenstuel. 
Literarna pobuda je vpliv nove evropske poezije, ki je temo hrepenenja po minuli mladosti pogosto obravnavala. Vendar je bila mladost v evropski romantiki večinoma prikazana bolj idealistično, svetlo kot pa v Slovesu od mladosti. Prešerna lahko tu povežemo s Schillerjevo miselno pesmijo Die Ideale (Ideali), v kateri je prisoten motiv elegičnega slovesa od mladosti kot zlatega časa življenja. Povezavo obeh pesmi vidimo v tragičnem konfliktu z resničnostjo. Prešeren je manj abstrakten, ker je s temo bliže konkrektnejšemu življenju in eksistencialnim stiskam kot Schiller, kljub temu, da je nekaj idej in motivov dobil pri njem. V obeh primerih zrelost človeku ne dopušča, da bi še naprej verjel v mladostne ideale. 
Podoben motiv ima Byron v pesmi I would I were a Careless's Child. Byron govori o malomeščanskosti, navidezni lepoti in izpraznjenosti angleške družbe ter se tako kot Prešeren nostalgično ozira nazaj v čas mladosti. Vendar pa pri Prešernu ne moremo govoriti o gosposkem »spleenu«, tu mu je bližji Schillerjev tragični konflikt z resničnostjo.

## Vsebina, zgodba in interpretacija
Pesem ne opisuje konkretnega dogodka, ampak skozi pet kitic opiše življenjska spoznanja. Prešeren prikaže negativno podobo mladosti, vidi jo kot obdobje, v katerem se je zgodilo več slabega kot dobrega. V prvi kitici Prešeren izpostavi temo ter nakaže poanto pesmi – kljub temu, da je bila mladost večkrat težka, jo označi za “lepšo polovico njegovih dni”, saj se mu po teh letih kljub vsemu toži. 
V drugi kitici opiše žalostno spoznanje, da smo ljudje cenjeni zgolj glede na denar, materialne dobrine. Mladost, pravičnost in učenost personificira. To so samice (neporočene ženske) brez dote. Ker v njih ni potenciala, perspektive, bodo ostale samice, nikoli se ne bodo »poročile« in srečno živele (zadnja dva verza druge kitice). Vrline kot so čista vest, pošteno življenje, modrost ... niso cenjene, tudi pravo, iskreno ljubezen je težko najti. Podoba takega pojmovanja v pesmi temelji  na dveh idejah – na ideji plačila in pravice. Vrednote bi morale biti poplačane že na tem svetu. Metafora torej pomeni, da se človek ne meri po njegovi notranji vrednosti (poštenje, modrost ali znanje) ampak z drugimi merili (poreklo, imetje, denar). Na eni strani imamo vrednote duha, na drugi pa materialne dobrine. Ker pesnik pripada notranjih vrednotam, a živi v svetu materialnih vrednot, to prinese razklanost in trpljenje. 
V tretji kitici to spoznanje opiše še iz drugega vidika (drugi verz) »komur sovražna je, zastonj obrača«, gre za to, da revež ostaja revež, ni važno kako se trudi, če mu usoda ni naklonjena, se ne bo nič spremenilo. V četrti kitici govori o upu, kljub ranam, ki jih je vrezala mladost, mlad človek še vedno upa na izboljšanje, zida si »gradove v oblakih«. Vendar je to »up golfivi«, kar že nakazuje, da bo upanje zaman, lirski subjekt pa je znova razočaran. Osrednji motiv Slovesa od mladosti je torej motiv spoznanja: najprej mladostna utvara (vera v duhovne vrednote), potem pa življenjsko razočaranje (prevlada materialnih vrednot). 
V zadnji kitici pesnik potrdi nostalgijo ob misli na mladost, zadnji verz je skoraj dobesedna ponovitev verza iz prve kitice. Mladost kljub temu, da ni bila lepa, predstavlja mladostno iluzijo, takrat je človek še imel upanje, zato se mu po mladosti toži. Želi si mladostnega stanja, v katerem je bil sposoben upati na izboljšanje, kar je ključno. Sedaj pa tega upanja nima več. Konec mladosti pomeni konec upanja.
Paternu grafično ponazori ustroj pesmi s tremi točkami; up, brezup in na koncu vztrajanje. Pojem upa se da zaslediti tudi v motu Poezij, iz česar lahko sklepamo, da elegija Slovo od mladosti torej predstavi širši aspekt Prešernove poezije. 

## Metrika in slog
Pesem ima 5 kitic, sestavljenih iz osmih verzov (stanca ali oktava). Med prvimi šestimi in zadnjima dvema verzoma je pomenska zareza, ki se izraža tudi s spremenjeno rimo (ababab – cc). Zadnja dva verza se od prejšnjih ločita oblikovno pa tudi vsebinsko ¬– gre za obrat, sklep ali povzetek oziroma nasprotje in obrat glede na dogajanje v prvih šestih verzih. Rima je ženska, verz je laški enajsterec, metrum je torej jambski.
U –/ U – /U – /U – /U – /U
V pesmi je veliko stilno zaznamovanega besednega reda (mladosti leta, upa sonce, viharjev jeze, mladosti jasnost, gradove svetle).
Zelo bogata je tudi metaforika, opazimo lahko tri različne metaforične plasti v pesmi – krščanska mitologija (Adam in Eva, “sad spoznanja”), antična mitologija (povezava z mitom o Dandaidah, usodo oziroma »fortuno« v Horacevi liriki, od tod metafora “sovražna sreča”). Zadnja plast metaforike pa je intelektualna, posebna metaforika, ki ni vezana na noben drug mit (“viharjov sila”).